# Pichade
La pichade est une spécialité mentonnaise.

## Composition
C'est un genre de pizza : un coulis de tomates, fait avec des oignons cuits et des herbes aromatiques, posé sur une pâte à pain sur laquelle on a étalé au préalable du maqué (écrasé d'anchois au sel, de persil et d'ail). Elle est agrémentée de gousses d'ail en chemise, d'olives noires du pays et de filets d'anchois.

## Variante
La pichade au maqué est également une spécialité mentonnaise. La base est la même que pour la pichade à la tomate. Les tomates et les oignons cuits sont remplacés par des tranches de tomate fraîche, l'ensemble (pâte et tranches de tomate) badigeonné de maqué.

## Accord mets / vin
Traditionnellement, il est conseillé d'accompagner cette entrée d'un vin blanc sec, tel que le coteaux-des-baux-de-provence (AOC), le côtes-de-provence (AOC) ou le coteaux-d'aix-en-provence (AOC).